# Parafia Matki Bożej Królowej Polski i św. Marcina w Grabówce
Parafia MB Królowej Polski i św. Marcina w Grabówce – jedna z 8 parafii w dekanacie Urzędów w rzymskokatolickiej archidiecezji lubelskiej.

## Parafia
W skład parafii wchodzą 4 wsie:
- Grabówka
- Grabówka Kolonia
- Grabówka Ukazowa
- Zastocze

## Historia parafii
Parafię erygował bp Bolesław Pylak 17 października 1975 roku. Poprzednio miejscowość należała na parafii Księżomierz. Początkowo była w granicach dekanatu kraśnickiego, obecnie urzędowskiego.
W okresie międzywojennym w Grabówce powstał kościół polskokatolicki. W 1956 wszyscy mieszkańcy przeszli na wyznanie rzymskokatolickie. W tym samym roku wikariusz parafii Księżomierzy został mianowany rektorem kościoła w Grabówce. Początkowo mieszkał w Księżomierzy, a od 1957 przy kościele filialnym.
Parafia posiada swój cmentarz od 1956.